# Manuel Matallana Gómez
Manuel Matallana Gómez, né le 25 décembre 1894 à Madrid et mort dans cette même ville en 1956, est un militaire et avocat espagnol. Loyal à la République durant la guerre d'Espagne, il faisait partie de l'état-major de José Miaja durant le siège de Madrid puis la bataille de Brunete. Il participe à la bataille de Ségovie. Vers la fin de la guerre, il rejoint la conspiration contre le gouvernement de Juan Negrín.